# Buse grise
Buteo plagiatus
Espèce
Statut de conservation UICN

 LC  : Préoccupation mineure
Statut CITES
La Buse grise (Buteo plagiatus) est une espèce d'oiseaux de la famille des Accipitridae, autrefois considérée comme une sous-espèce de la Buse cendrée (B. nitidus).

## Répartition
Son aire s'étend de l'Arizona et du Texas jusqu'au Costa Rica.